# Lothian
Lothian är ett landskap söder om Firth of Forth i Skottland.
Det är indelat i kommunerna West Lothian, East Lothian, Midlothian samt City of Edinburgh.